# Fatima
Fatima (arabiska: فَاطِمَة; uttal: /ˈfaːtˤima/), eller Fatima bint Muhammed, även kallad Fatima al-Zahra, född enligt olika uppgifter 604, 605, 609 eller 615  i Mecka, död 632 i Medina, var den islamiske profeten Muhammed och hans hustru Khadidjas yngsta dotter. Hon var det enda av Muhammeds barn som överlevde honom till vuxen ålder. Fatima ses bland muslimer som ett föredöme i sin gudfruktighet och ödmjukhet.
Khadija hade fyra döttrar. Enligt sunniislam hade hon dessa tillsammans med Muhammed medan shiaislams traditioner säger att hon endast hade dottern Fatima tillsammans med Muhammed och att de övriga tre kom från tidigare äktenskap.
Fatima gifte sig 624 med Ali ibn Abi Talib. Från dessa härstammar dynastin fatimiderna, hashimiterna och elva av imamiternas tolv imamer. Fatima är framför allt viktig för den läroskiljande frågan om Muhammeds legitima efterträdare. Sunnimuslimer räknar Abu Bakr som efterträdde honom som förste kalif, som ledare för islam. Shiamuslimerna godkänner bara imam Ali, som genom Fatima blev far till Muhammeds enda ättlingar i rakt nedstigande led, som den förste rättmätige efterträdaren.
Fatima är känd för sin "Tasbih Fatima"/"Tasbih al-Zahra" vilket är en repetitiv bön som hon fick som gåva av sin far Muhammed. Muhammed berättade för Fatima att den bönen är bättre för henne än hela den här världen.
Det finns kontroverser kring Fatimas död inom sex månader efter Muhammeds död. Sunniislam menar att Fatima dog av sorg. I shiaislam sägs dock Fatimas (missfall och) död ha varit det direkta resultatet av hennes skador under en räd mot hennes hus för att kuva Ali, beordrad av Abu Bakr. Man anser att Fatimas yttersta önskan var att kalifen inte skulle närvara vid hennes begravning. Hon begravdes i hemlighet på natten och hennes exakta begravningsplats är fortfarande oviss.

## Namn och titlar

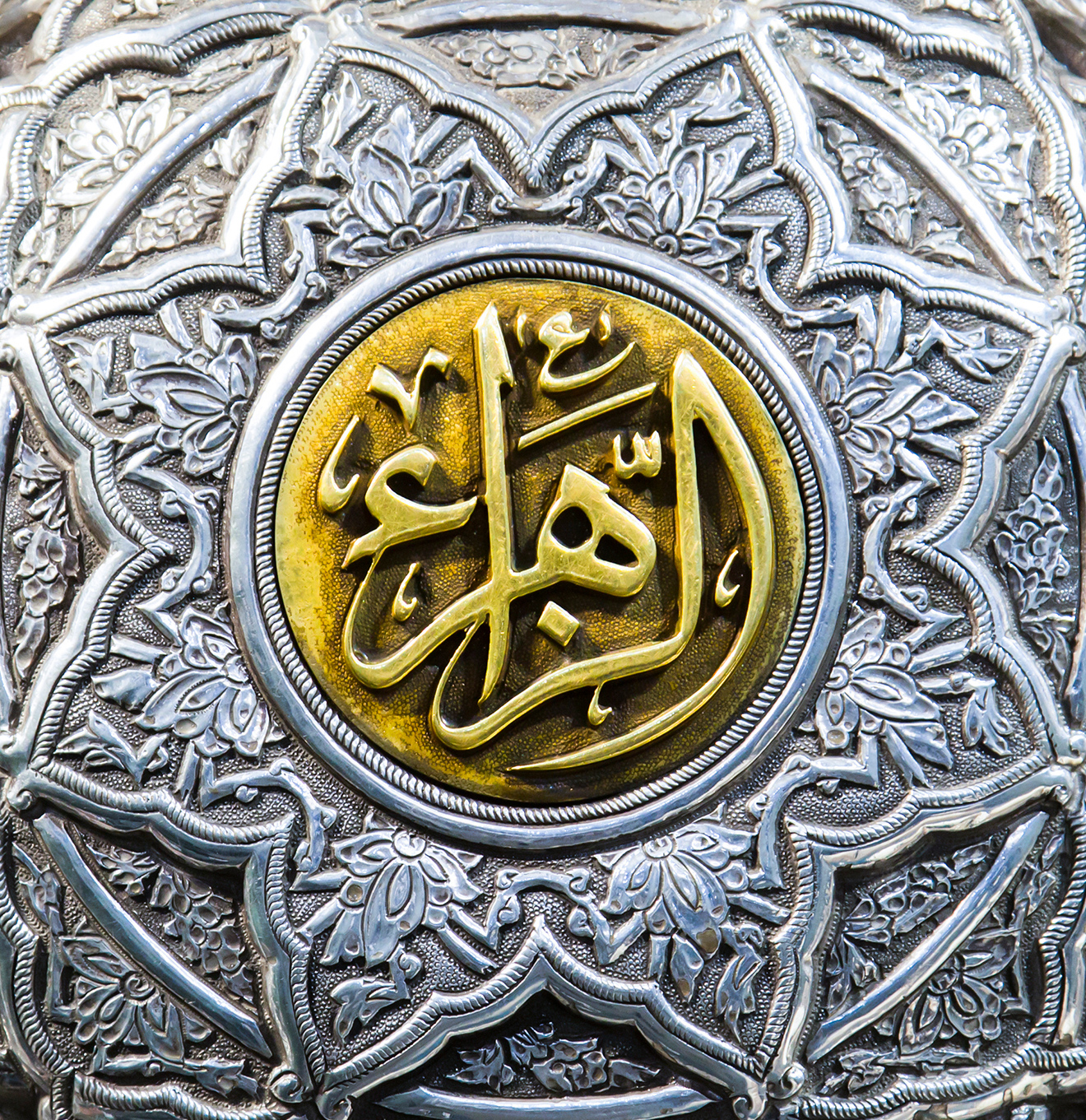
"al-Zahra" på arabiska i Husayn ibn Alis helgedom.

Hennes vanligaste titel är al-Zahra (ٱلزَّهْرَاء), även transkriberat az-Zahra, som betyder "den strålande", på grund av hennes fromhet och regelbundenhet i att be. Denna titel anses av shia vara en referens till hennes ursprungliga skapelse från ljus som fortsätter att stråla ut genom hela skapelsen. Den shiitiske lärde Ibn Babawayh (d. 991) skriver att närhelst Fatima bad, lyste hennes ljus för invånarna på himlen som stjärnorna skiner för jordens invånare.
Andra titlar för henne inom shiaislam är al-Ṣiddiqa ('den rättfärdiga'), al-Tahira ('den rena'), al-Mubaraka ('den välsignade'), och al-Mansura ('hjälpt av Gud'). En annan shia-titel är al-Muḥadditha, med tanke på rapporterna om att änglar talade med Fatima vid flera tillfällen, liknande Maria, Jesus mor.
Fatima är också känd som Sayyidat Nisa' al-Janna ('paradisets kvinnors mästarinna') och Sayyidat Nisa' al-Alamin ('världarnas kvinnors mästarinna') i shia- och sunnimuslimska hadithsamlingar, inklusive den sunnimuslimska kanoniska Sahih al-Bukhari och Sahih Muslim.

### Fatima
Namnet Fatima kommer från den arabiska roten f-t-m ('att avvänja') och betecknar den shiamuslimska tron på att hon, hennes avkomma och hennes anhängare (shia) har blivit förskonade från helvetets eld. Alternativt är ordet Fatima i shiitiska källor associerat med Fatir ('skapare', ett av Guds namn) som den jordiska symbolen för den gudomliga skaparkraften.

### Hederstitlar
En kunya eller hederstitel för Fatima i islam är Umm Abiha ('mor till hennes far'), vilket tyder på att Fatima var exceptionellt vårdande och beskyddande mot sin far. Umm al-Aimma ('imamernas mor') är en kunya för Fatima i imamitiska källor, eftersom alla de tolv imamerna härstammade från henne.

## Barndom
Fatima växte upp i Mecka medan Muhammed och hans få anhängare utsattes för förföljelse av förnekare. Vid ett tillfälle skyndade hon sig för att hjälpa Muhammed när smuts kastades över honom på anstiftan av Abu Jahl, Muhammeds fiende och en polyteist.
Fatima förlorade sin mamma Khadidja under sin barndom. När Khadidja dog, sägs det att Gabriel kom till Muhammed med ett budskap för att trösta Fatima.

## Giftermål

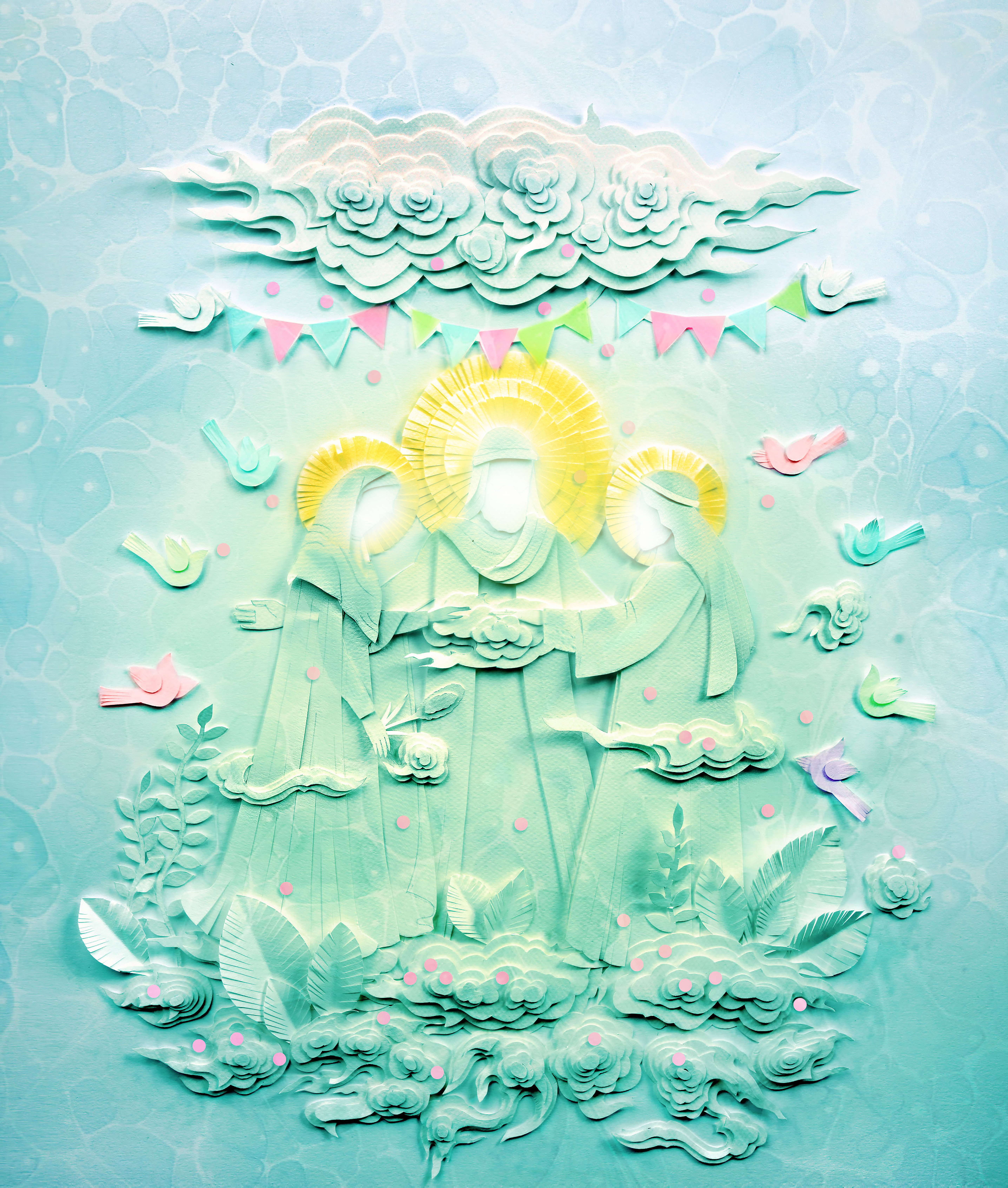
Fatimas och Alis giftermål.

Fatima gifte sig med Muhammeds kusin Ali i Medina omkring 623–625 (1 eller 2 AH), möjligen efter slaget vid Badr. Det finns sunni- och shiabevis för att några av följeslagarna, inklusive Abu Bakr och Umar, tidigare hade bett om Fatimas hand i äktenskap men blivit avvisade av Muhammed, som sa att han väntade på ögonblicket bestämt av ödet. Det sägs också att Ali var ovillig att be Muhammed att gifta sig med Fatima på grund av hans fattigdom. När Muhammed lade fram Alis förslag till Fatima förblev hon tyst, vilket uppfattades som en tyst överenskommelse. På grundval av denna rapport har kvinnans samtycke i äktenskap alltid varit nödvändigt i islamisk lag. Muhammed föreslog också att Ali skulle sälja sin sköld för att betala brudgåvan (mahr).

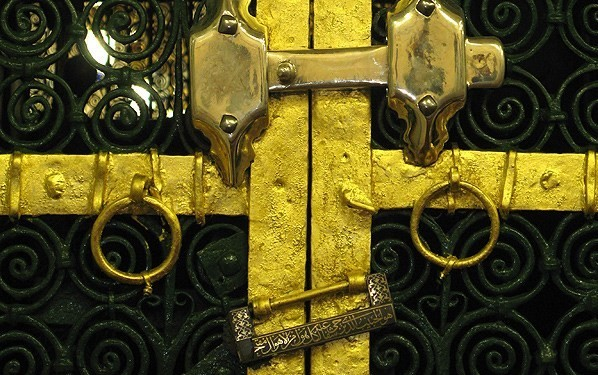
Dörren till Fatimas hus.

Muhammed utförde bröllopsceremonin, och de förberedde en anspråkslös bröllopsfest med gåvor från andra muslimer. Shiakällor har registrerat att Fatima donerade sin bröllopsklänning på sin bröllopsnatt. Senare flyttade paret in i ett hus bredvid Muhammeds bostad i Medina. Deras äktenskap varade omkring 10 år fram till Fatimas död. Det är osäkert hur gammal Fatima var vid tidpunkten för sitt äktenskap, och det har rapporterats att hon var mellan nio och 21. Ali sägs ha varit omkring 22.

### Ekonomi
Som med majoriteten av muslimerna levde paret i svår fattigdom under islams tidiga år. I synnerhet var båda tvungna att utföra hårt fysiskt arbete för att klara sig. Shiakällor utvecklar att Ali arbetade på olika jobb medan Fatima var ansvarig för hushållssysslor. Det har också berättats att Muhammed lärde paret en tasbih för att hjälpa till att lätta bördan av deras fattigdom: Fatimas tasbih består av fraserna Allahu Akbar ("Gud är större"), Alhamdulillah ("all lovprisning tillhör Gud"), och Subhan-Allah ("Fri är Gud från brister"). Deras ekonomiska förhållanden förbättrades senare efter att mer mark vanns av muslimer i slaget vid Khaybar. Fatima fick vid något tillfälle en piga, som hette Fidda.

### Samhällsaktiviteter
Efter slaget vid Uhud tog Fatima hand om sin fars sår och besökte regelbundet gravarna för att be för de dödade i striden. Senare avvisade Fatima Abu Sufyans vädjanden att medla mellan honom och Muhammed. Fatima följde också med Muhammed i erövringen av Mecka.

### Signifikans
Bland annat tillskriver den sunnimusliske lärde al-Suyuti (d. 1505) Muhammed att: "Gud beordrade mig att gifta bort Fatima till Ali." Enligt Veccia Vaglieri och Klemm sa Muhammed också till Fatima att han hade gift bort henne till den bästa medlemmen av hans familj. Det finns en annan version av denna hadith i den kanoniska sunnimuslimska samlingen Musnad Ahmad ibn Hanbal, där Muhammed hyllar Ali som den första inom islam, den mest kunnige och den mest tålmodige i det muslimska samfundet. Nasr skriver att föreningen mellan Fatima och Ali har en speciell andlig betydelse för muslimer eftersom den ses som äktenskapet mellan de "största helgonfigurerna" som omgav Muhammed.

Ali gifte sig inte igen medan Fatima levde. Ali ska ha sagt:
"När jag tittade på henne [Fatima] försvann all min oro och sorg."

### Roll som hustru och mor
Fatima var mor till Hasan, Husayn, Zainab och Umm Kulthum. Som hustru och mor är hon ett föredöme för muslimska kvinnor. 

## Likheter med Maria
Både Maria och Fatima anses av vissa vara felfria, och att båda är mödrar av sorg och att de har fått uppleva mycket sorg i sina liv. Maria anses ha varit en jungfru och oskuld, och Fatima kallas i shiitiska källor för al-Tahira (Den rena), och att hon varit fri från menstruation. Precis som med Maria anses det att Fatima har besökts av änglar, och att hon därför ofta kallats för al-Muhaddatha (Den som änglar talat med). Enligt shiitiska läror har ängeln Gabriel arrangerat giftermålet mellan Fatima och Ali. Båda anses ha levt enkla liv, då Maria födde i ett stall och Fatima levt ett fattigt liv men samtidigt varit generös mot fattigare personer. Båda två har haft stort inflytande långt efter sin död och miljontals troende har gjort pilgrimsresor till deras heliga platser.

## Fatimas hand

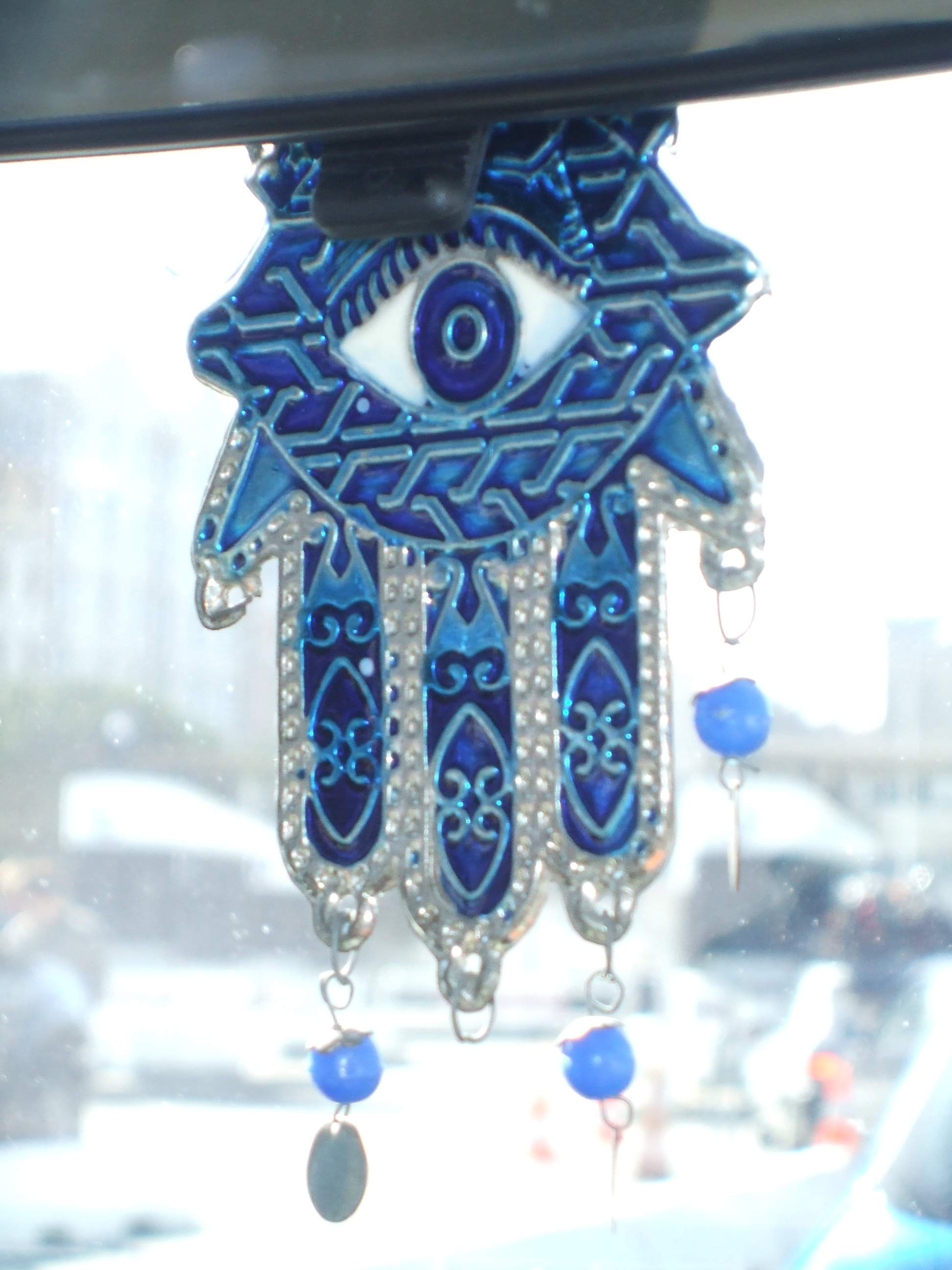
Fatimas hand.

Fatimas hand kallas den muslimska symbolen med en hand med två symmetriskt ordnade tummar. Symbolen avbildas på exempelvis medaljonger och dörrar som skydd mot demoner och onda ögat, men det har med vidskepelse och inte med religionen islam att göra.

## Status i hadither
I islamiska hadither berättas att hennes far, profeten, har frågat henne om hon inte nöjd med att hon är de troende kvinnornas mästarinna (eller denna nations kvinnors mästarinna), och även frågat henne om hon inte är nöjd med att hon kommer att vara paradisets kvinnors mästarinna. Profeten har även citerats ha sagt att Fatima är en del av honom, och att den som därmed gör henne arg gör honom arg. Profeten ska ha sagt att Fatima förvisso är en del av honom, och att den som besvärar henne besvärar honom.

### Fadakpredikan

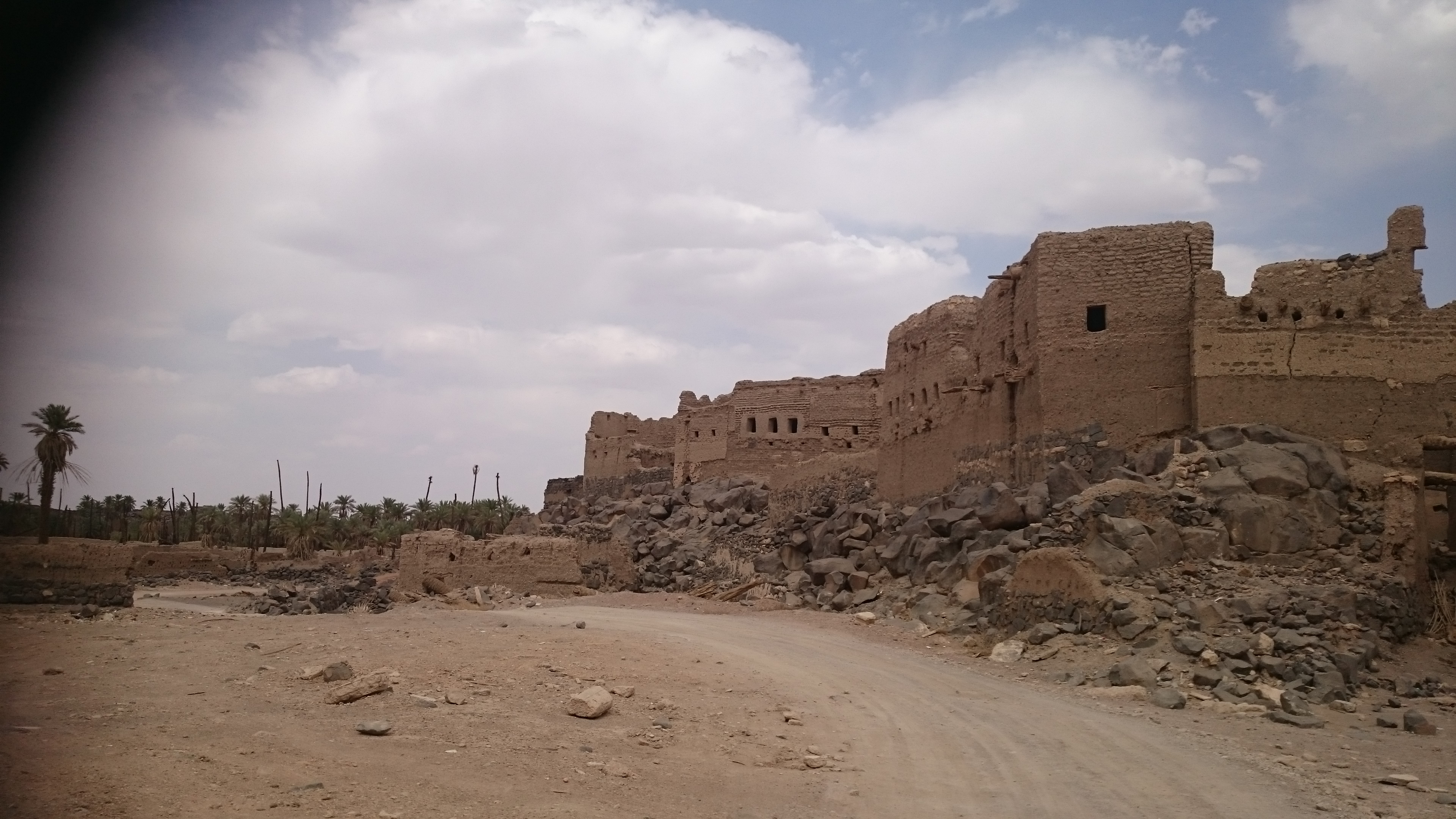
Den gamla staden Fadak.

Det har återberättats att Fatima gick till moskén efter profetens bortgång och höll en predikan inför den första kalifen Abu Bakr och muslimerna, efter att Fadak (ett speciellt landområde) beslagtogs av Abu Bakr. I predikan förmedlade hon bland annat att Gud placerat lydnad till dem (Ahl al-Bayt) för att ge struktur till folket och deras ledarskap som ett skydd mot sekterism. Därefter kritiserade hon muslimernas ageranden efter profetens bortgång och innan han ännu hade begravts. Hon sa att de lämnat Koranen bakom sig och kommit med svepskäl, gömt sitt förräderi bakom sina läppar och konspirerat mot profetens familj. Därefter refererade hon till Koranen om sitt arv och frågade Abu Bakr om det finns stöd i Koranen att han ärver men inte hon. Hon anklagade honom för påhitt i religionen. Hon refererade till flera koranverser som stöder tesen att profeter lämnar arv efter sig. Därefter svarade Abu Bakr att både Fatima och han inte ljuger och han påstod att profeten sagt att profeter inte lämnar efter sig materiella egendomar förutom till de myndiga ledarna efter sig. Abu Bakr sa att han spenderat hennes arv för muslimernas bästa och att alla muslimer är överens om det beslutet. De två fortsatte diskutera och var oeniga. Fatima anklagade folket för deras dåliga handlingar och att de kommit fram till ondska. Därefter talade hon till profeten som låg i graven att hennes arv stulits och beklagade sig inför honom. Sist sa hon att Guds straff är värre än deras onda handlingar [mot henne], och att Gud räcker för henne.

## Kontroversiell död

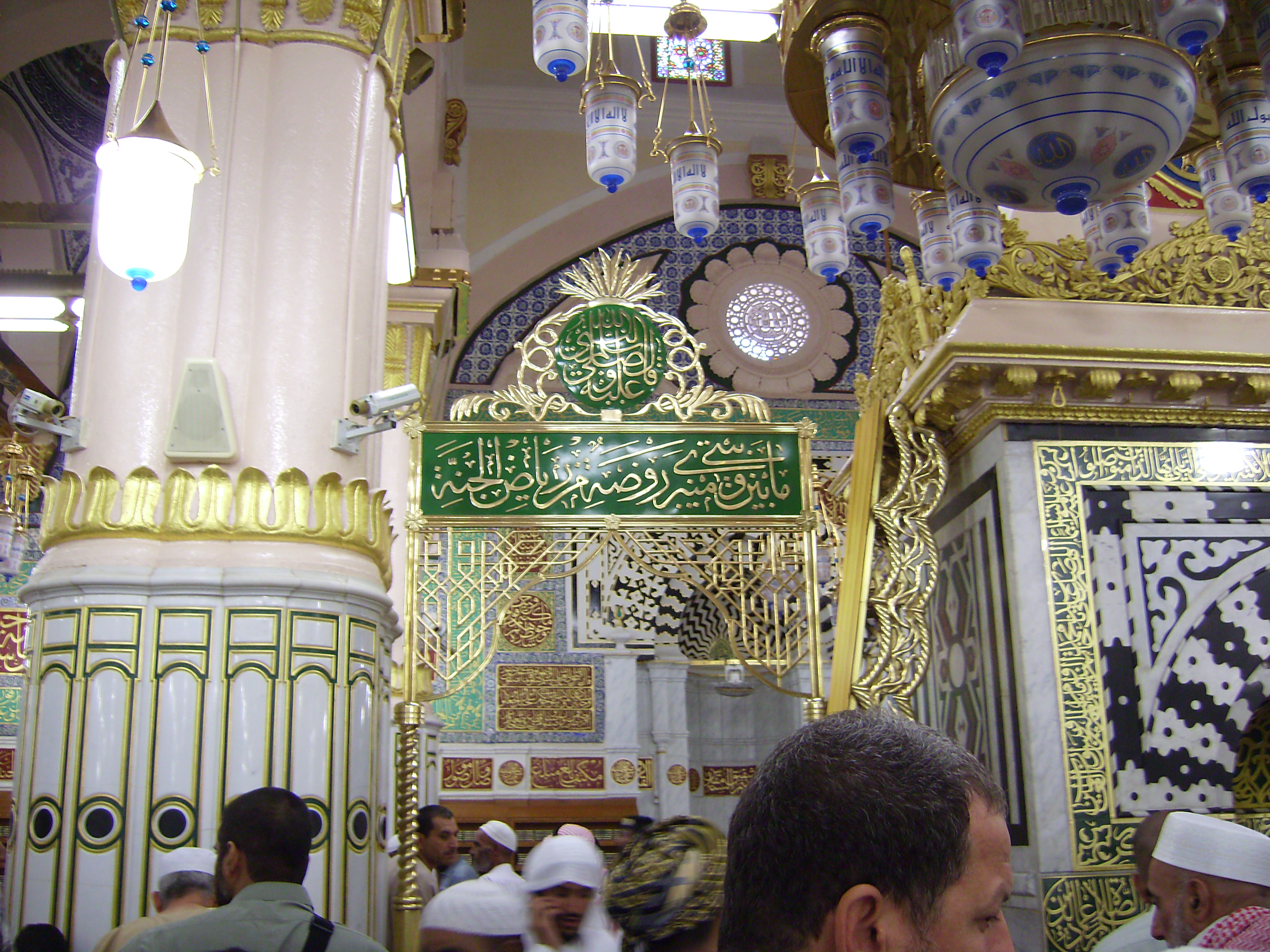
En plats i närheten av profetens helgedom och talarstol finns en plats som kallas för al-Rawdah. Det finns en sannolikhet att Fatima är begravd här.

Muhammed hade, enligt en hadith, underrättat Fatima om att hon skulle lämna världen först bland sina familjemedlemmar efter Muhammeds egen bortgång. Hon levde i sex månader efter Muhammeds död. Hennes man Ali begravde henne nattetid utan att han hade informerat Abu Bakr om det. Fatima var nämligen förargad på Abu Bakr ända till sin bortgång eftersom han vägrade ge henne sitt arv från hennes far då han hävdade att profeter inte lämnar arv efter sig till sin familj. Ali bad begravningsbönen själv.

### Attack mot hennes hus
Enligt shiaislams traditioner var orsaken till Fatimas död att hon fick svåra skador i sitt hem i samband med att Abu Bakr och Umar ibn al-Khattab lät hämta Ali för att svära trohet till Abu Bakr när denne valts till kalif och att hon aldrig tillfrisknade från skadorna. Hon dog som martyr.
Anklagelserna om våld avvisas kategoriskt av sunniter.

### Hemlig begravningsplats

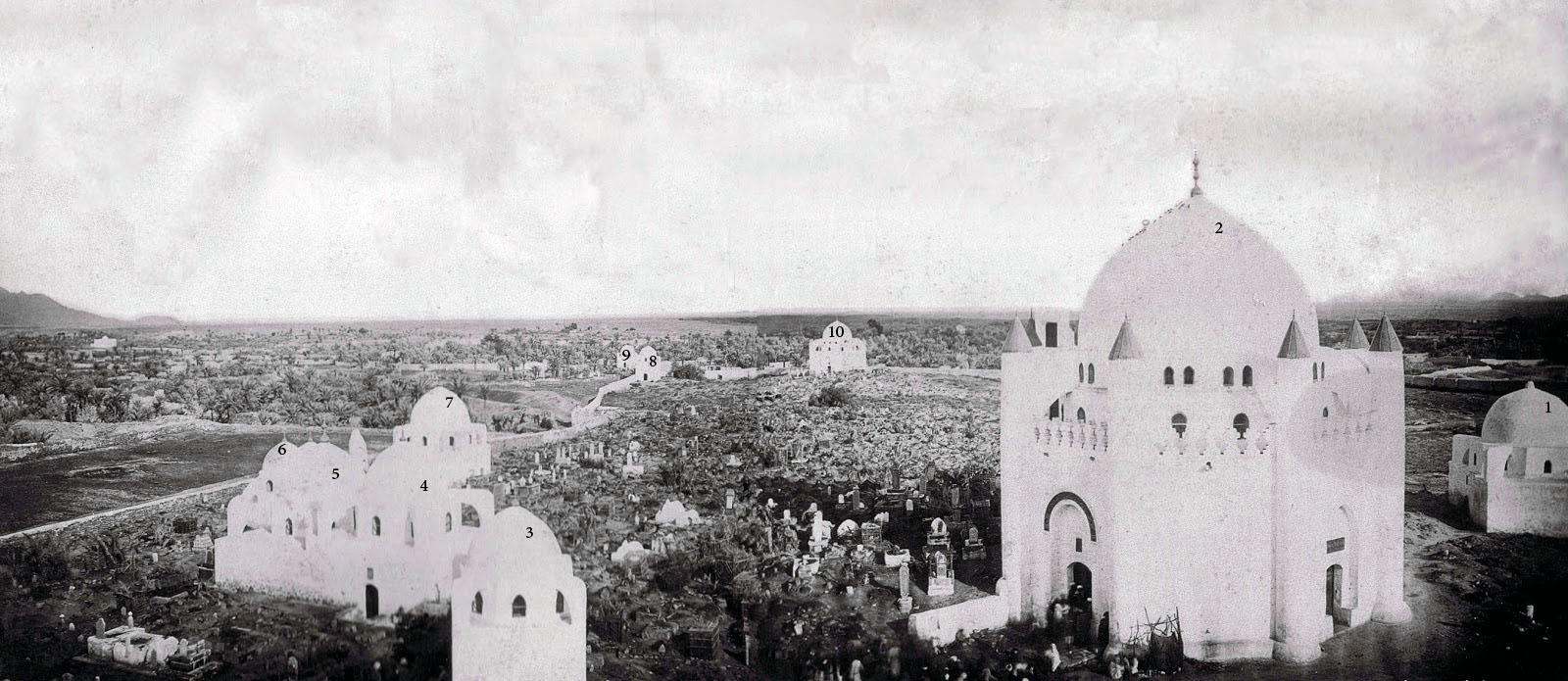
Begravningsplatsen al-Baqi i Medina innan byggnader och gravar demolerades av Saudiarabien.

Fatimas begravningsplats är en omdiskuterad fråga bland muslimer från olika inriktningar. Den kända åsikten är att Ali ibn Abi Talib begravde sin hustru på en okänd plats, eftersom det var Fatimas beslut. Enligt Madelung i The Succession to Muhammad utfördes den hemliga begravningen med målet att undvika kalifens (Abu Bakr) närvaro. Olika platser har nämnts som möjliga begravningsplatser för Fatima. Al-Baqi', hennes hus och mellan profetens grav och hans predikstol anses vara möjliga platser för hennes grav. En av de viktiga anledningarna till att Fatimas grav gömdes är på grund av hennes protest mot det som hände gällande kalifatet efter den helige profeten. Därmed kommer hennes grav fortsätta att vara dold så länge som muslimerna inte tror på det Fatima anser gällande den helige profetens efterträdarskap.

### Ali varnar Umar
Den framstående imamit-traditionisten al-Tusi (d. 1067) rapporterar en redogörelse för begravningen som livfullt beskriver Alis lidande efter hans frus död, tillskriven deras son Husayn. al-Mufid (d. 1022), en annan anmärkningsvärd imamitlärd, inkluderar i sin bok Ikhtisas en relaterad tradition som tillskrivs Jafar al-Sadiq, den sjätte imamen. Denna tradition beskriver att Abu Bakr och Umar nästa morgon kritiserade Ali för den hemliga begravningen av Fatima. Efter att ha fått veta att detta var Fatimas önskan fortsätter berättelsen att Umar hotade att lokalisera och gräva upp Fatimas kropp och sedan begrava henne igen efter begravningsbön. Enligt denna redogörelse var det som hindrade Umar från att materialisera sitt hot Alis varning: "Vid Gud, så länge jag lever och [mitt svärd] Zulfiqar är i mina händer, kommer du inte att nå henne, och du vet bäst [att inte göra det]." För Khetia är tolkningen att förlusten av Fatima var så traumatiserande för Ali att han hotade Umar med våld för första gången, trots sin tidigare återhållsamhet.

### Abu Baks och Umars besök vid Fatimas dödsbädd
Flera källor rapporterar att Fatima aldrig försonades med Abu Bakr och Umar, delvis baserat på en tradition om detta i den kanoniska sunnimuslimska samlingen Sahih al-Bukhari. Det finns några berättelser om att Abu Bakr och Umar besökte Fatima vid hennes dödsbädd för att be om ursäkt, vilket Madelung anser vara självinkriminerande (självkriminaliserande). Som rapporterats i al-Imama wa al-siyasa, påminde Fatima de två besökarna om Muhammeds ord: "Fatima är en del av mig, och den som gör henne arg har gjort mig arg." Den döende Fatima berättade sedan för de två att de verkligen hade gjort henne arg, och att hon snart skulle föra sitt klagomål till Gud och Hans profet, Muhammed. Det finns också sunnitiska rapporter om att Fatima försonade sig med Abu Bakr och Umar, även om Madelung antyder att de hittades på för att ta itu med de negativa konsekvenserna av Fatimas ilska.

## Ättlingar

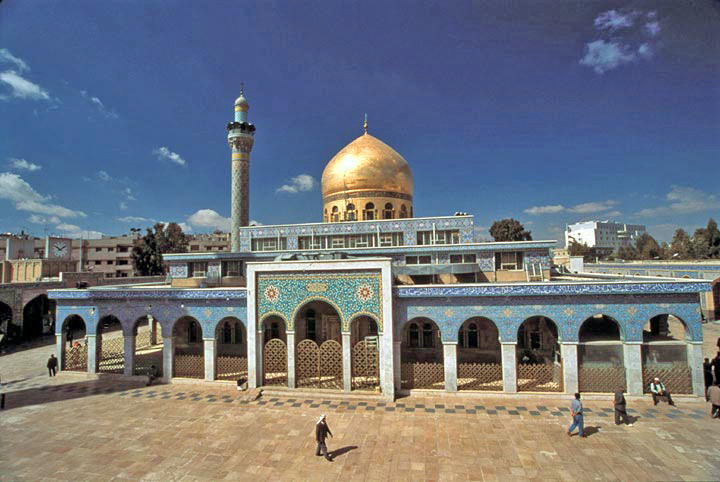
Zaynab bint Alis helgedom i Damaskus, Syrien.

Fatima lämnade efter sig två söner, Hasan och Husayn, och två döttrar, Zaynab och Umm Kulthum. Det finns kontroverser kring ödet för hennes tredje son Muhsin. Vissa kanoniska shia-källor rapporterar att Muhsin dog i missfall, efter Umars räd mot Fatimas hus. Alternativt anser sunniter att Muhsin dog i spädbarnsåldern av naturliga orsaker. Det är genom Fatima som Muhammeds avkomma har spridits över hela den muslimska världen. Fatimas ättlingar ges hederstitlarna sayyid ('herre', eller 'sir') eller sharif ('ädel') och respekteras av muslimer.

## Mors dag i Iran

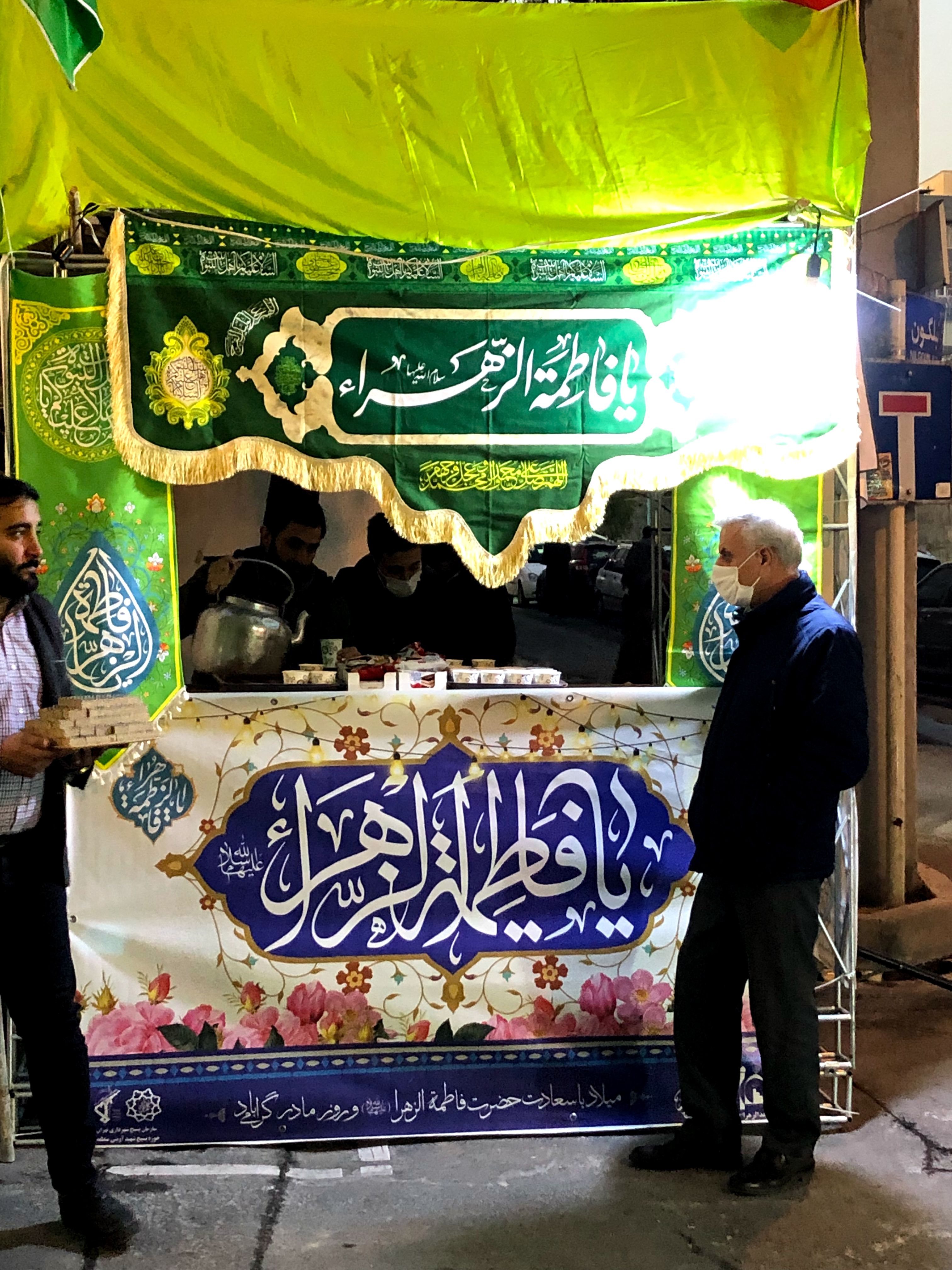
Utdelning av sötsaker och chokladmjölk vid en Salavati-station (gratis-station) i Teheran samband med Fatima al-Zahras födelsedag.

I Iran firas Fatimas födelsedag den 20 jumada al-thani som mors dag. Den här dagen visas banderoller med texten "Ya Fatima" (Å, Fatima) på regeringsbyggnader, privata byggnader, allmänna gator och bilfönster. Det gregorianska datumet för detta ändras varje år.

## Kalligrafi

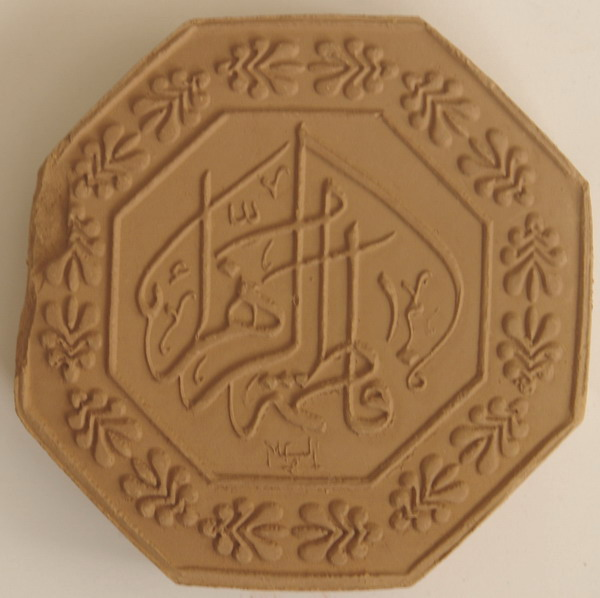
Lertavla från Qom i Iran med en bön om hjälp (tawassul) från profeten Muhammeds dotter Fatima. Bönen utläses "Ya Fatima-ta Azzahra" vilket betyder "O, Fatima den upplysta!".
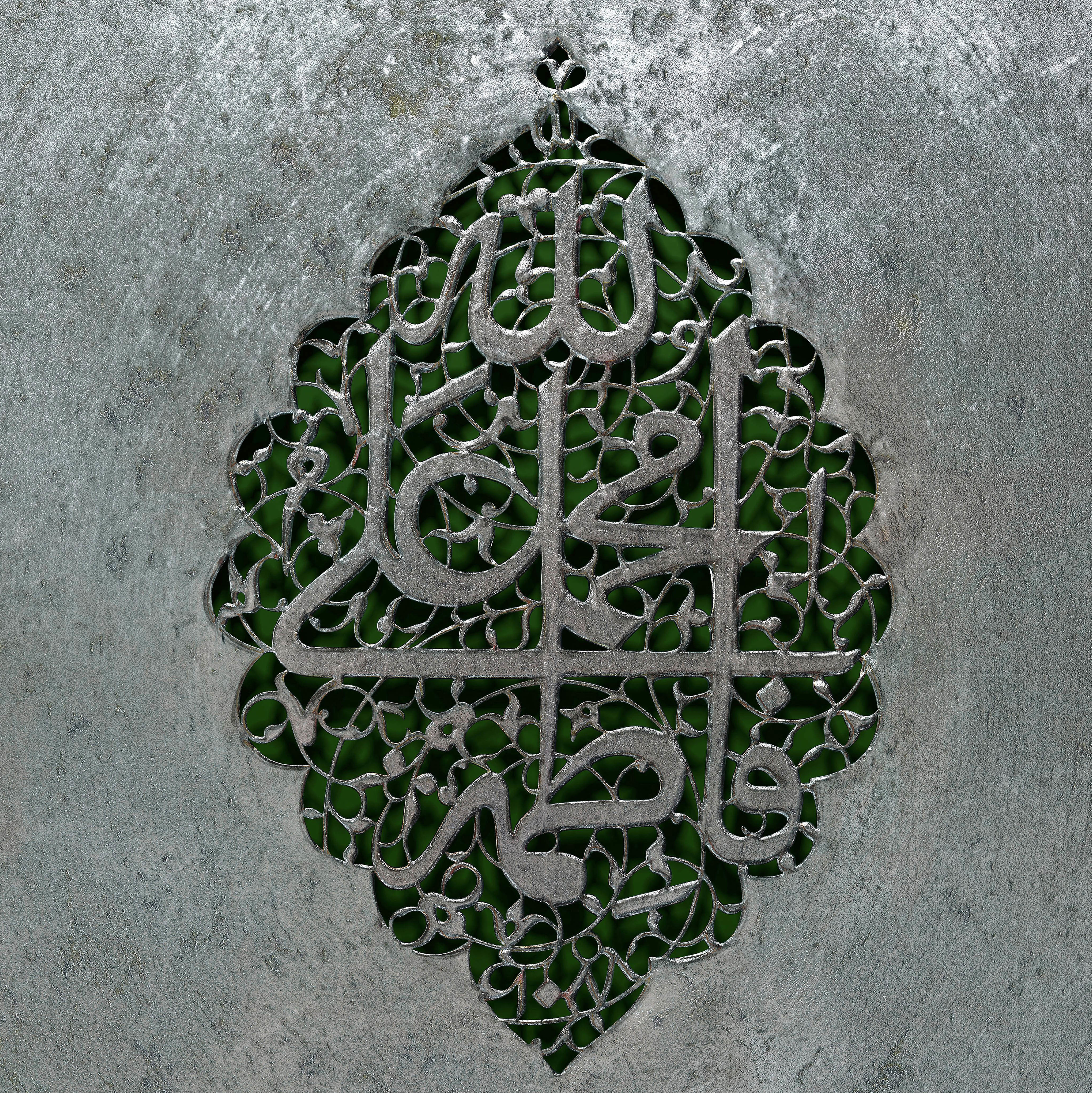
På arabiska: Allah, Muhammed, Ali, Fatima.
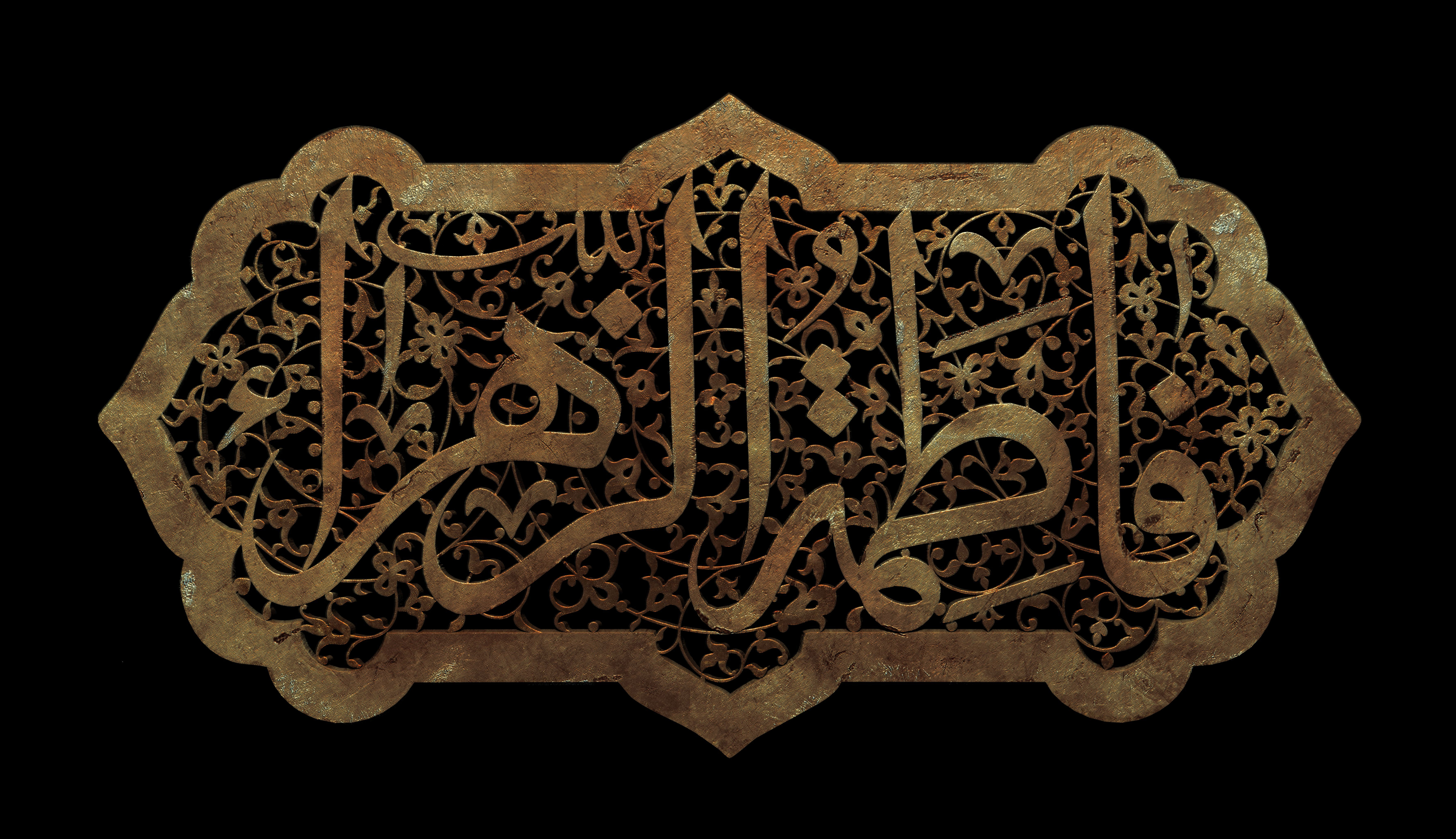
Fatima Zahras namn på arabiska i guld med svart bakgrund.
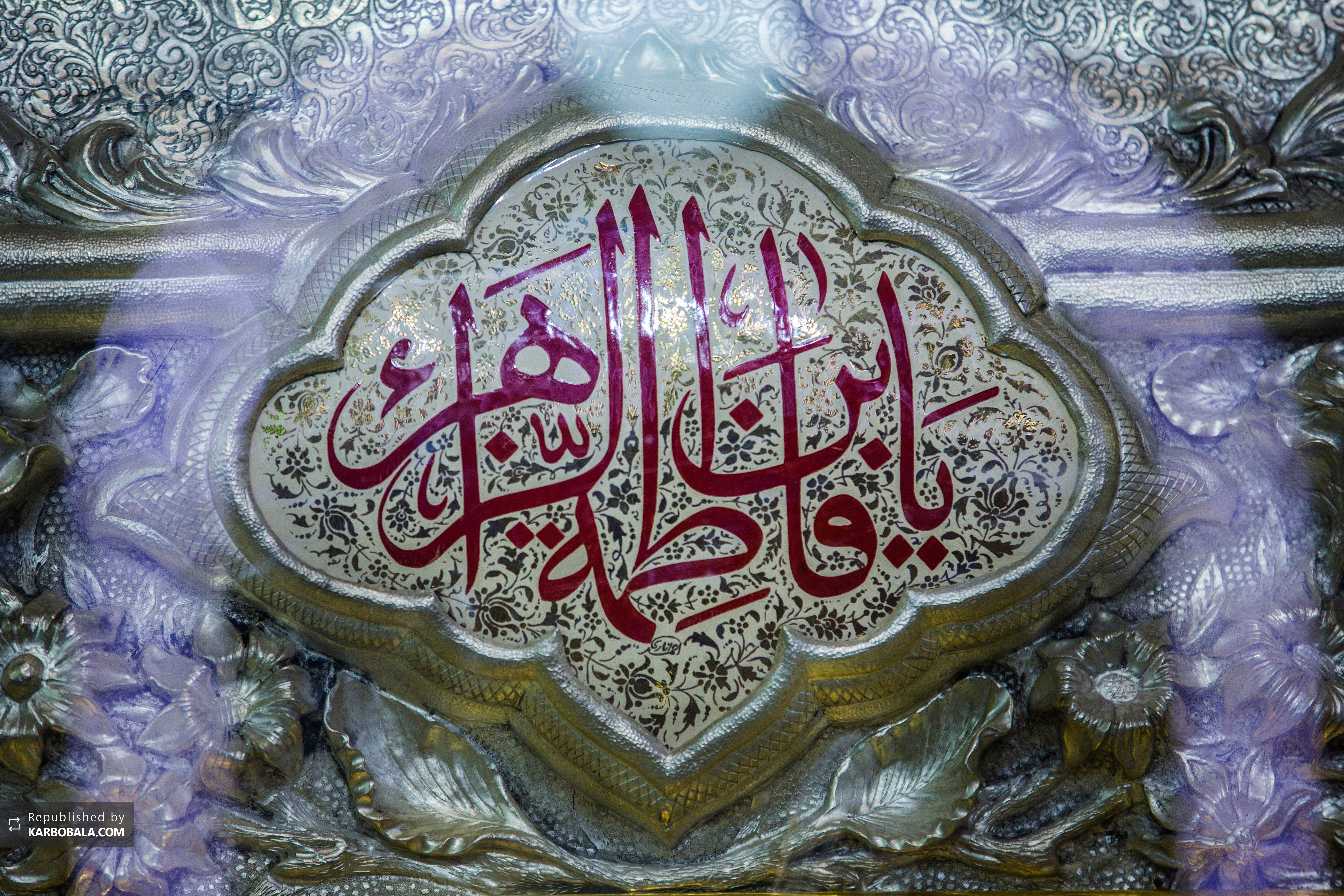
Fatima Zahras namn i Husayn ibn Alis helgedom.
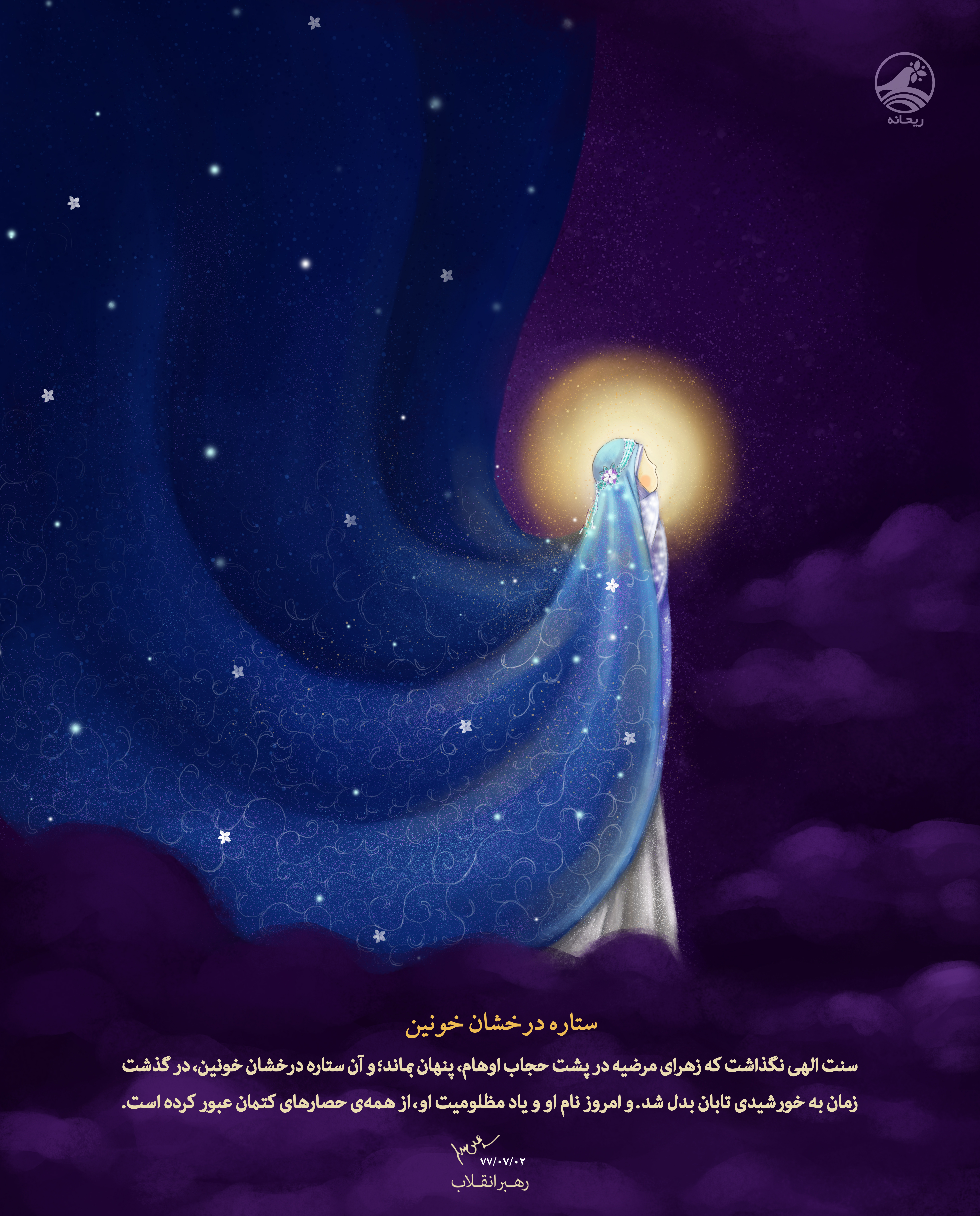
Ayatolla Khamenei har enligt bilden beskrivit Fatima som den lysande blodiga stjärnan, och att Gud inte låtit hennes namn och förtrycket mot henne försvinna i historien.